# 安德烈·恩扎帕耶凯
安德烈·恩扎帕耶凯（André Nzapayeké，1951年8月20日—），2014年1月至8月担任中非共和國臨時總理。
2014年1月10日，中非过渡总统米歇尔·乔托迪亚和总理尼古拉·蒂昂盖伊双双辞职，25日，新任的中非共和国过渡国家元首凯瑟琳·桑巴-潘扎任命前中部非洲国家开发银行副行长安德烈·恩扎帕耶凯为过渡期总理。根据2013年7月颁布的中非共和国过渡时期宪章，恩扎帕耶凯作为过渡期总理责任重大，他将同过渡国家元首、全国过渡委员会等一道推动国家政权过渡，并在余下近13个月的过渡期结束时举行透明、公正的选举。